# Melanoplus wintunus
Melanoplus wintunus är en insektsart som beskrevs av Strohecker och Helfer 1963. Melanoplus wintunus ingår i släktet Melanoplus och familjen gräshoppor. Inga underarter finns listade i Catalogue of Life.